# Piero Fusaro
Piero Fusaro (* 1952) ist ein ehemaliger Präsident des italienischen Sportwagenherstellers Ferrari.
Piero Fusaro nahm bereits in den 1970er-Jahren eine führende Funktion bei Ferrari ein. Von September 1975 bis September 1979 war er Geschäftsführer und übernahm im Dezember  1988 das Amt des Ferrari-Präsidenten von Vittorio Ghidella. Damit war Fusaro auch für die Rennmannschaft von Ferrari, die Scuderia, zuständig. Enzo Ferrari war im August 1988 verstorben und die Zeit von Fusaro als Präsident war geprägt von Umbrüchen, Streit und Intrigen. Als neben dem Ausbleiben der sportlichen Erfolge auch noch die Verkaufszahlen bei den Straßenwagen einbrachen, wurde Fusaro abgelöst. Als sein Nachfolger wurde Luca Cordero di Montezemolo bestellt und Fusaro ins Management der Konzernmutter Fiat abgeschoben. 